# Fiestas de San Antón de Albacete

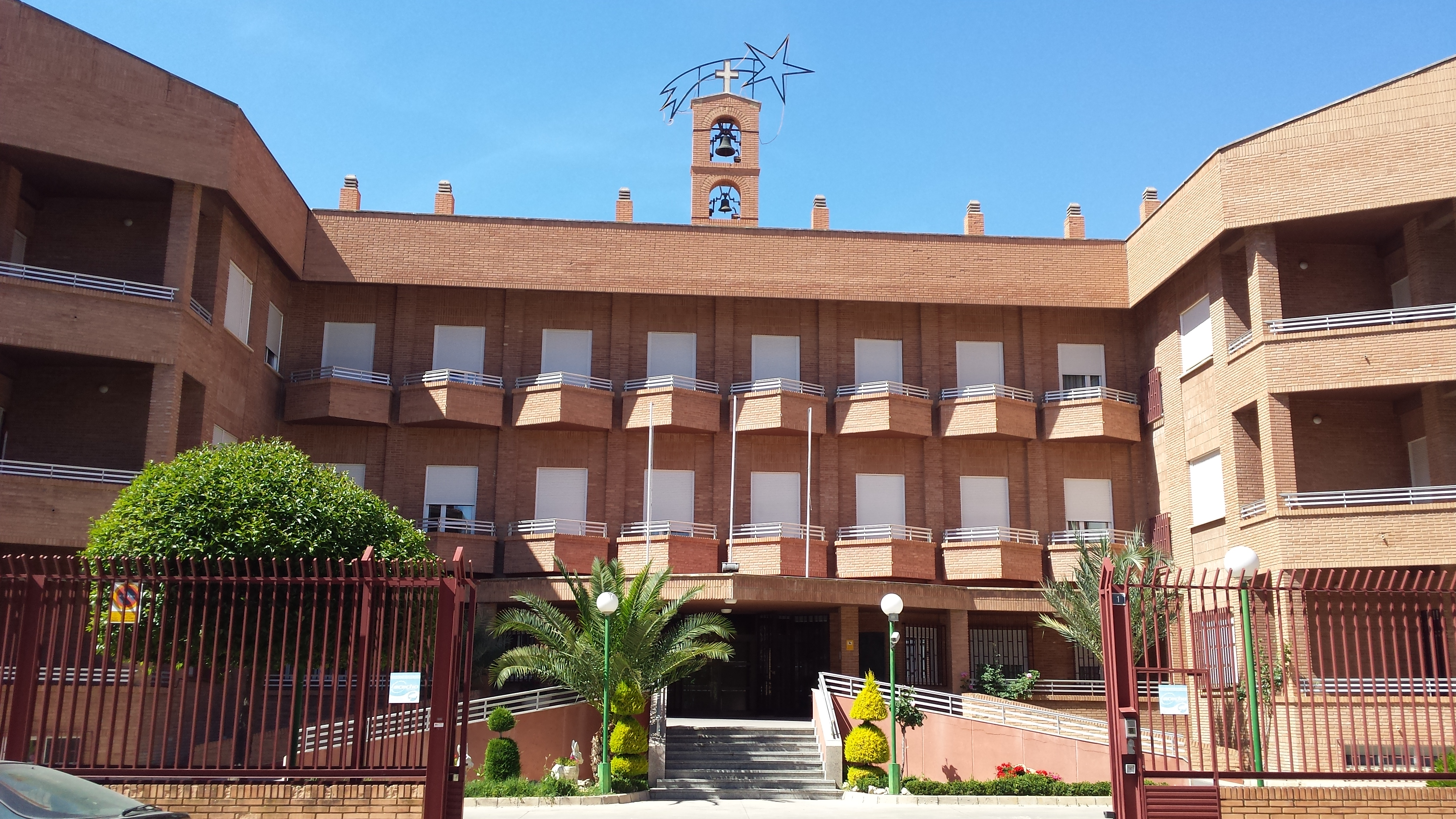
El asilo de San Antón y sus alrededores son el epicentro de las tradicionales fiestas de San Antón de Albacete.

Las Fiestas de San Antón de Albacete, también conocidas como Día de San Antón o simplemente San Antón, son una festividad popular que se celebra anualmente el 17 de enero en honor a San Antonio Abad en la ciudad española de Albacete.

## Historia
San Antón es una de las fiestas más antiguas de la urbe manchega. La celebración de la primera de las fiestas populares del año en la capital albaceteña, tras la Navidad, ha ido cambiando de forma a lo largo de las décadas, desde las hogueras que se encendían en los años 1960 y 1970, pasando por las meriendas entre amigos, el consumo de cuervas, y los puestos que vendían dátiles verdes para secar en casa, hasta que actualmente se celebra como una bendición de animales de compañía.

## Eventos
La celebración se inicia con una misa en honor a San Antón en la capilla del asilo de San Antón, oficiada por el obispo de Albacete.
Posteriormente tiene lugar la romería, una procesión con la participación de los animales en la que la imagen del santo es portada a hombros y recibida con el himno de España por la Banda Sinfónica Municipal de Albacete. 
La bendición de los animales por el obispo de Albacete es el punto culminante de la celebración.
Decenas de puestos pueblan durante todo el día la calle Doctor Beltrán Mateos, en los alrededores del asilo de San Antón, ofreciendo los tradicionales dátiles, obleas, barquillos o churros.

## Lugar de celebración
El espacio de la celebración se centra en el centenario asilo de San Antón y en sus alrededores, principalmente en la calle Doctor Beltrán Mateos.